# Runnö
Runnö este o arie protejată (arie de protecție specială avifaunistică — SPA) din Suedia întinsă pe o suprafață de 2.383,99 ha, integral pe uscat.

## Localizare
Centrul sitului Runnö este situat la coordonatele 57°09′50″N 16°32′26″E / 57.16391°N 16.540613°E.

## Înființare
Situl Runnö a fost declarat arie de protecție specială avifaunistică în decembrie 2020 pentru a proteja 5 specii de animale.

## Biodiversitate
Situată în ecoregiunile boreală și marină baltică, aria protejată nu include niciun habitat protejat.
La baza desemnării sitului se află mai multe specii protejate de  păsări (5): caprimulg (Caprimulgus europaeus), ciocârlie de pădure (Lullula arborea), vultur pescar (Pandion haliaetus), chiră mică (Sterna albifrons), Sterna paradisaea.